# Тиоиндиго
Тиоинди́го (2,2′-бис-(3-оксобензо[b]тиенилиден), 2,2′-бис-тионафтениндиго) — органическое соединение с химической формулой C16H8O2S2O2. Имеет вид коричневых кристаллов, возгоняющихся с образованием паров оранжевого цвета. Получено немецким химиком Паулем Фридлендером в 1906 году. Используется под названием «тиоиндиго красный С» как краситель для тканей, кожи и шерсти, является родоначальником тиоиндигоидных красителей, относящимся к более общему классу индигоидных красителей.
Синонимы: циба розовый B, гелиндоновый красный ВВ, алголевый красный 5В.

## История
Соединение впервые синтезировано немецким химиком Паулем Фридлендером в 1906 году.

## Свойства
Красно-коричневые кристаллы. Молярная масса составляет 296,4 г/моль. Имеет температуру плавления 359 °C, возгоняется с образованием паров оранжево-красного цвета. Растворимо в концентрированной серной кислоте с образованием раствора фиолетового цвета, плохо растворяется в некоторых органических растворителях, нерастворимо в воде.
В растворах изомеризуется под действием ультрафиолетовых лучей, при этом цвет изменяется на оранжевый, λmax = 540 нм для транс-формы, 485 нм для цис-формы. Изомеризация обратима, обратный переход в транс-форму происходит под действием температуры:
В щелочных водных средах, аналогично индиго, легко восстанавливается, например, дитионитом натрия и образует водорастворимую лейко-форму, имеющую золотисто-жёлтый цвет в растворе.
При крашении даёт ровные окраски от светло-розового до синевато-красного.

## Получение
Основной промышленный способ получения осуществляется в несколько стадий, исходя из антраниловой кислоты:
- Антраниловую кислоту сперва диазотируют, получившийся раствор диазосоединения сразу же используют на второй ступени;
- Из сульфида натрия и серы готовят дисульфид натрия, которым обрабатывают диазосоединение, получая смесь тио- и дитиосалициловых кислот;
- Полученную смесь кислот алкилируют монохлоруксусной кислотой, затем подкисляют соляной кислотой до кислой реакции;
- Полученную смесь превращают в пасту и щелочным плавлением с гидроксидом натрия получают натриевую соль 3-гидрокситионафтена;
- Натриевую соль 3-гидрокситионафтена конденсируют с серой, затем подкисляют серной кислотой, получая тиоиндиго.

Кроме основного способа получения, соединение может быть синтезировано рядом других способов, но они не имеют промышленного значения. Так, например, тиоиндиго можно получить из тиофенола. Для этого тиофенол сначала алкилируют монохлоруксусной кислотой, затем получившийся промежуточный продукт окисляют и подвергают циклизации.

## Применение
Применяют в красильной промышленности для печати по тканям, пригодно для окрашивания шерсти, также используется для покрывного окрашивания кожи и как дисперсный краситель для лавсана.
Ранее применялось для получения красок для тканей с требованиями высокой устойчивостью к свету и погодным условиям, но впоследствии перестало употребляться для этих целей.